# Eleutherodactylus flavescens
Eleutherodactylus flavescens är en groddjursart som beskrevs av Noble 1923. Eleutherodactylus flavescens ingår i släktet Eleutherodactylus och familjen Eleutherodactylidae. IUCN kategoriserar arten globalt som nära hotad. Inga underarter finns listade i Catalogue of Life.